# Campionati del mondo di atletica leggera 1983 - Maratona femminile
La maratona femminile dei campionati del mondo di atletica leggera 1983 si è svolta il 7 agosto con partenza e arrivo allo Stadio olimpico di Helsinki. La gara è stata vinta dalla norvegese Grete Waitz in 2:28:09, davanti alla statunitense Marianne Dickerson e alla sovietica Raisa Smekhnova al terzo posto.

## Podio
| Pos.    | Atleta             | Nazionalità      | Punti    |
| ------- | ------------------ | ---------------- | -------- |
| Oro     | Grete Waitz        | Norvegia         | 2h28'09" |
| Argento | Marianne Dickerson | Stati Uniti      | 2h31'09" |
| Bronzo  | Raisa Smekhnova    | Unione Sovietica | 2h31'13" |

## Situazione pre-gara

### Record
Prima di questa competizione, il record del mondo (RM) era il seguente:
| Record                | Prestazione  | Atleta                  | Data                               | Competizione       |
| --------------------- | ------------ | ----------------------- | ---------------------------------- | ------------------ |
| Record mondiale       | 2h22'43"     | Joan Benoit Stati Uniti | 18 aprile 1983 Boston, Stati Uniti | Maratona di Boston |
| Record dei campionati | Nuovo evento | Nuovo evento            | Nuovo evento                       | Nuovo evento       |

### La stagione
Prima di questa gara, le atlete con le migliori tre prestazioni dell'anno erano:
| Pos. | Atleta                      | Prestazione | Data                                   |
| ---- | --------------------------- | ----------- | -------------------------------------- |
| 1    | Grete Waitz Norvegia        | 2h25'29"    | 17 aprile 1983 Londra, Regno Unito     |
| 2    | Julie Brown Stati Uniti     | 2h26'26"    | 5 giugno 1983 Los Angeles, Stati Uniti |
| 3    | Mary O'Connor Nuova Zelanda | 2h28'20"    | 17 aprile 1983 Londra, Regno Unito     |

## La gara
Nelle prime fasi, la gara venne condotta dalla giapponese Rumiko Kaneko e l'irlandese Carey May, prima che Jacqueline Gareau del Canada prendesse il comando fino a avere, intorno al decimo chilometro di gara, una ventina di metri di vantaggio su un gruppetto di avversarie composto dalle tre americane, la norvegese Grete Waitz, la portoghese Rosa Mota, l'italiana Laura Fogli e la stessa Carey May. 
Nonostante fosse stata capace di guadagnare un vantaggio di 30 secondi, Gareau venne raggiunta e superata da Regina Joyce, anche lei capace di scavare un solco di mezzo minuto sulle rivali al 31° chilometro, prima di essere riassorbita dal gruppo. In seguito un forcing imposto da Waitz spezza il gruppo lasciando al comando, la norvegse, le sovietiche Lyutsia Belyayeva e Raisa Smekhnova, Marianne Dickerson e la stessa Joyce.
Il ritmo imposto da Waitz fu insostenibile per le avversarie che si staccarono una ad una portando la norvegese a vincere con tre minuti di vantaggio. Il secondo gradino del podio fu occupato da Marianne Dickerson che, nella volata finale, superò Raisa Smekhnova entrata come seconda all'interno dello stadio.

## Risultati
| Posizione | Atleta                     | Nazionalità      | Tempo    | Note             |
| --------- | -------------------------- | ---------------- | -------- | ---------------- |
| Oro       | Grete Waitz                | Norvegia         | 2h28'09" |                  |
| Argento   | Marianne Dickerson         | Stati Uniti      | 2h31'09" |                  |
| Bronzo    | Raisa Smekhnova            | Unione Sovietica | 2h31'13" | Record nazionale |
| 4         | Rosa Mota                  | Portogallo       | 2h31'50" |                  |
| 5         | Jacqueline Gareau          | Canada           | 2h32'35" |                  |
| 6         | Laura Fogli                | Italia           | 2h33'31" |                  |
| 7         | Regina Joyce               | Irlanda          | 2h33'52" |                  |
| 8         | Tuija Toivonen             | Finlandia        | 2h34'14" | Record nazionale |
| 9         | Joyce Smith                | Regno Unito      | 2h34'27" |                  |
| 10        | Lyutsia Belyayeva          | Unione Sovietica | 2h34'44" |                  |
| 11        | Rita Marchisio             | Italia           | 2h35'08" |                  |
| 12        | Debbie Eide                | Stati Uniti      | 2h36'17" |                  |
| 13        | Carey May                  | Irlanda          | 2h36'28" |                  |
| 14        | Glenys Quick               | Nuova Zelanda    | 2h37'14" |                  |
| 15        | Monika Lövenich            | Germania Ovest   | 2h39'19" |                  |
| 16        | Marja Vartiainen           | Finlandia        | 2h39'22" |                  |
| 17        | Carla Beurskens            | Paesi Bassi      | 2h39'25" |                  |
| 18        | Karolina Szabó             | Ungheria         | 2h40'23" |                  |
| 19        | Christa Vahlensieck        | Germania Ovest   | 2h40'43" |                  |
| 20        | Magda Ilands               | Belgio           | 2h40'52" |                  |
| 21        | Cindy Hamilton             | Canada           | 2h41'27" |                  |
| 22        | Kathryn Binns              | Regno Unito      | 2h42'12" |                  |
| 23        | Zoja Ivanova               | Unione Sovietica | 2h43'27" |                  |
| 24        | Ngaire Drake               | Nuova Zelanda    | 2h43'51" |                  |
| 25        | Jill Colwell               | Australia        | 2h45'07" |                  |
| 26        | Jackie Turney              | Australia        | 2h45'43" |                  |
| 27        | Sinikka Keskitalo          | Finlandia        | 2h46'10" |                  |
| 28        | Dorothy Goertzen           | Canada           | 2h46'38" |                  |
| 29        | Kersti Jacobsen            | Danimarca        | 2h46'48" |                  |
| 30        | Ilona Zsilak               | Ungheria         | 2h46'48" |                  |
| 31        | Mieko Tajima               | Giappone         | 2h47'10" |                  |
| 32        | Tuulikki Raisanen          | Svezia           | 2h47'29" |                  |
| 33        | Jarmila Urbanova           | Cecoslovacchia   | 2h48'28" |                  |
| 34        | Mary O'Connor              | Nuova Zelanda    | 2h48'44" |                  |
| 35        | Yuko Gordon                | Hong Kong        | 2h48'51" |                  |
| 36        | Zehava Shmueli             | Israele          | 2h49'07" |                  |
| 37        | Mette Holm-Hansen          | Danimarca        | 2h49'43" |                  |
| 37        | Lone Dybdahl               | Danimarca        | 2h49'43" |                  |
| 39        | Megan Sloane               | Australia        | 2h51'11" |                  |
| 40        | Elizabeth Oberli-Schuh     | Venezuela        | 2h51'30" |                  |
| 41        | Evy Palm                   | Svezia           | 2h51'49" |                  |
| 42        | Heidi Jacobsen             | Norvegia         | 2h52'51" |                  |
| 43        | Midde Hamrin               | Svezia           | 2h52'53" |                  |
| 44        | Deirdre Foreman-Nagle      | Irlanda          | 2h53'07" |                  |
| 45        | Iciar Martínez             | Spagna           | 2h53'24" |                  |
| 46        | Rita Borralho              | Portogallo       | 2h53'41" |                  |
| 47        | Oddrun Hovsengen           | Norvegia         | 2h54'04" |                  |
| 48        | Maria-Luisa Ronquillo      | Messico          | 2h56'33" |                  |
| 49        | Rumiko Kaneko              | Giappone         | 2h58'53" |                  |
| 50        | Son Yong-Hi                | Corea del Nord   | 2h59'10" |                  |
| 51        | Kim Myong-Suk              | Corea del Nord   | 3h12'41" |                  |
|           | Julie Brown                | Stati Uniti      | dnf      |                  |
|           | Yueh-Mei Kao               | Taipei cinese    | dnf      |                  |
|           | Wu Jinmei                  | Cina             | dnf      |                  |
|           | Kandasamy Jayamani         | Singapore        | dnf      |                  |
|           | Chantal Langlacé           | Francia          | dnf      |                  |
|           | Yupin Lohachart            | Thailandia       | dnf      |                  |
|           | Alba Milana                | Italia           | dnf      |                  |
|           | Charlotte Teske            | Germania Ovest   | dnf      |                  |
|           | Marie-Christine Deurbroeck | Belgio           | dns      |                  |
|           | Glynis Penny               | Regno Unito      | dns      |                  |
|           | Chu Winnie Ng Lai          | Hong Kong        | dns      |                  |
|           | Amy Cesaretti              | San Marino       | dns      |                  |